# Đại học Deakin
Viện Đại học Deakin hay Đại học Deakin (tiếng Anh: Deakin University) là một trong những viện đại học lớn nhất ở Úc, với gần 60.000 sinh viên. Deakin có 3 cơ sở chính tọa lạc tại Melbourne, Geelong, Warrnambool. Trường có lịch sử bắt đầu với tiền thân của trường là Viện Kỹ Thuật Gordon thành lập năm 1887, sau đó được mở rộng thành Đại học Deakin vào năm 1974.
Đại học Deakin hiện nay là một trong những trường đại học top đầu của thế giới, theo bảng xếp hạng danh giá QS World University Rankings và Bảng Xếp hạng Đại Học Thế giới Học thuật ARWU.

## Điểm nổi bật[3]
- Nằm trong Top 1% các Đại học hàng đầu thế giới (Shanghai Rankings, 2019).
- Đại học Deakin là một trong những đại học hàng đầu nước Úc nhờ ngành học đa dạng, hỗ trợ vượt trội dành cho sinh viên, cũng như khuôn viên trường hiện đại và thân thiên.
- Sở hữu công nghệ giảng dạy mới nhất và được ghi nhận nhờ sự thành công trong lĩnh vực giảng dạy và nghiên cứu.
- Đứng đầu bang Victoria về khả năng xin việc của sinh viên sau khi tốt nghiệp cử nhân.
- Xếp thứ 29 trên thế giới về Chuyên ngành Giáo dục.

## Thành tựu
Đại học Deakin 2 lần giành giải thưởng Viện Đại học Úc Uy tín của năm và cũng được khen tặng với 6 tuyên dương dành cho sự đóng góp xuất sắc vào việc đào tạo sinh viên tại Lễ trao giải Australian Learning and Teaching Council Awards năm 2009.

## Chuyên ngành đào tạo
- Y Khoa
- Kiến trúc
- Quản trị kinh doanh
- Truyền thông
- Giáo dục
- Khuyết tật
- Kỹ thuật
- Môi trường
- Khoa học dinh dưỡng
- Chính phủ và cộng đồng
- Sức khỏe
- Hệ thống thông tin
- Luật
- Dược
- Điều dưỡng
- Bất động sản
- Tâm lý
- Nghiên cứu
- Khoa học
- Thể thao